# Rhodohypoxis deflexa
Rhodohypoxis deflexa là một loài thực vật có hoa trong họ Hypoxidaceae. Loài này được Hilliard & B.L.Burtt miêu tả khoa học đầu tiên năm 1975.